# Allsvenskan i ishockey 1983
Allsvenskan i ishockey 1983 var en slutspelsserie för de två bästa lagen från respektive grundserie i Division I. Detta var första säsongen med denna spelordning där Allsvenskan ingick. Tidigare hade de fyra främsta lagen gått playoff under våren när serien var färdigspelad. Nu gick de två främsta lagen vidare till Allsvenskan mitt i säsongen. De kvarvarande lagen i serierna fortsatte spela en åttalagsserie och de två främsta lagen därifrån gick vidare till playoff med lag 3–6 från Allsvenskan. De två främsta lagen i Allsvenskan möttes i en final där vinnaren fick en plats i Elitserien kommande säsong och förlorande lag fick en plats i Kvalserien till Elitserien. Seriens två sista lag var färdigspelade för säsongen och kvalificerade för Division I nästa säsong. Inget lag var garanterad plats i Allsvenskan nästa säsong, även då fick lagen spela till sig platsen i grundserien av Division I.
Förhandsfavoriter var Södertälje och Timrå och de möttes tidigt inför 7 856 åskådare. Timrå vann med 8–0 och gick upp i serieledning, men det blev högst tillfälligt. Laget klarade inte av att i längden infria förväntningarna. Södertälje kom tillbaka och ledde i halvtid serien med tre poäng före Timrå, Luleå och Västerås. I den elfte omgången slog Luleå HV71 och gick för första gången upp på en andraplats. I den följande omgången besegrade Södertälje Mora och Luleå slog Västerås samtidigt som Timrå överraskande förlorade mot HV71. Därmed var Södertälje klara för den allsvenska finalen och Luleå fick ett bra läge att ta andraplatsen, något de tog vara på.
I efterhand betecknades den nya slutspelsserien som en stor succé både idrottsligt och publikmässigt. I genomsnitt hade 3 913 personer sett Allsvenskans matcher och många matcher ansågs ha hålla elitserieklass.

## Tabell
| Nr | Lag           | S  | V  | O | F  | GM | IM | MS  | P  |
| -- | ------------- | -- | -- | - | -- | -- | -- | --- | -- |
| 1  | Södertälje SK | 14 | 11 | 1 | 2  | 97 | 51 | +46 | 23 |
| 2  | Luleå HF      | 14 | 8  | 2 | 4  | 72 | 62 | +10 | 18 |
| 3  | Timrå IK      | 14 | 7  | 3 | 4  | 65 | 38 | +27 | 17 |
| 4  | IK VIK Hockey | 14 | 6  | 2 | 6  | 57 | 59 | −2  | 14 |
| 5  | Örebro IK     | 14 | 6  | 1 | 7  | 63 | 67 | −4  | 13 |
| 6  | HV71          | 14 | 6  | 0 | 8  | 57 | 49 | +8  | 12 |
| 7  | Mora IK       | 14 | 5  | 1 | 8  | 41 | 81 | −40 | 11 |
| 8  | Tingsryds AIF | 14 | 1  | 2 | 11 | 39 | 84 | −45 | 4  |

## Allsvenska finalen
Den allsvenska finalen spelades mellan Södertälje SK och Luleå HF. Södertälje som vunnit Allsvenskan fick första matchen på hemmaplan. Finalen avgjordes i bäst av fem matcher. Södertälje vann i tre raka segrar så de två sista matcherna behövde inte spelas. Därmed fick man en plats i Elitserien till kommande säsong. Luleå HF gick vidare till Kvalserien.

### Matcher
- Södertälje SK–Luleå HF 7–3 (2–0,4–1,1–2), publik 5 783
- Luleå HF–Södertälje SK 2–8 (1–2,1–2,0–4), publik 4 804
- Södertälje SK–Luleå HF 5–2 (0–0,4–2,1–0), publik 7 237